# سیارک ۲۱۴۳۵
سیارک ۲۱۴۳۵ (به انگلیسی: 21435 Aharon، نامگذاری:1998FH116) بیست و یک هزار و چهارصد و سی و پنجمین سیارک کشف شده‌است که در ۳۱ مارس ۱۹۹۸ کشف شد.
قدر مطلق سیارک برابر ۱۰.۷ است.